# Характеристичне співвідношення
Характеристичне співвідношення (англ. characteristic ratio, рос. характеристическое соотношение) — у хімії полімерів — відношення (СN) середньоквадратичної віддалі (<r2>) між кінцями лінійного полімерного ланцюга в тета-стані до NL2, де N — число жорстких секцій в основному ланцюзі, L — довжина кожної з таких секцій: СN = <r2>/NL2. В простому ланцюзі всі зв’язки вважаються жорсткими секціями. 